# Cal Carné (Castellgalí)
Cal Carné és una antiga colònia tèxtil que ha esdevingut un barri de Castellgalí (el Bages), al peu de la carretera C-55. La fàbrica tèxtil aprofitava l'energia hidràulica del riu Cardener, i era l'última colònia que es trobava en aquest curs fluvial, abans de la seva confluència amb el Llobregat. La construcció de la nova carretera de Manresa a Abrera, pel mig del conjunt arquitectònic, va desfigurar la colònia.

## Descripció
L'actual morfologia del barri fa difícil descobrir-hi l'antiga colònia tèxtil, exceptuant-ne la mateixa fàbrica i les dues torres.

### Fàbrica
Els edificis d'accés, simètrics, són de pedra de Castellgalí amb encoixinats i arrebossat. Les naus de la fàbrica tenen 25 m de llum, parets de tancament amb totxo massís i una filera de pilars metàl·lics fets amb perfils en U lligats per peces reblonades que sostenen les encavallades de la coberta, que és d'uralita.

### Raval de la fàbrica
El barri originat amb els habitatges dels treballadors de la fàbrica ha estat molt modificat des dels seus inicis. El nucli s'articula en un carrer paral·lel a l'actual C-55 i dos carrers que el creuen perpendicularment. Actualment hi predominen els blocs de pisos que queden al costat de la carretera. En segona fila hi ha cases de planta i un pis, característiques de la primera època de la colònia. Darrerament s'hi han construït edificis nous.

### Torres de can Carné
Els edificis més característics de la fàbrica de Can Carné són les dues torres modernistes que es troben prop de la carretera. La construcció és amb pedra encoixinada a les cantoneres i teulada a doble vessant amb els vèrtex en xamfrà i amb dues finestres a cada costat amb teulada independent. Les finestres són d'arc de mig punt rebaixat.

## Història
El 1831 Joan Claret, comerciant, va vendre a Antón Barrera, maquinista, una casa-fàbrica juntament amb la terra que es trobava dins els límits del mas Casajoana. L'any 1841 Barrera va formar societat amb Josep Monteis i es va iniciar la fabricació de filats de cotó. Era una fàbrica de dimensions reduïdes, moguda amb força hidràulica. En morir Anton Barrera, el 1848, la seva part passa en herència als seus dos fills, Josep i Eudald. El 1907 una riuada va destruir totalment la fàbrica de Monteis. Uns anys més tard, el salt d'aigua, la fàbrica i els terrenys foren adquirits per Josep Carné, el qual fundà pròpiament la colònia. Josep era fill d'Isidre Carné, fundador de la fàbrica de filats i teixits de cotó Cal Carné de Manresa (coneguda com "cal Bonamossa"). El 1921, en adquirir i reorganitzar la Fàbrica i Colònia Industrial de Castellgalí, creà la societat "Manufactures d'Isidre Carné" en memòria del seu pare. En Josep i el seu germà Joan van instaurar la fàbrica i van bastir la colònia de nova planta. Van construir habitatges per als treballadors fora del clos tancat de la fàbrica i es fomentà l'aparició de serveis (botigues, forn de pa, barberia, cafè, etc.). Josep Carné va morir el 1934. El seu fill, Isidre Carné, en fer-se càrrec de l'empresa va emprendre la modernització i l'ampliació de la indústria. Posteriorment, associat amb un manyà de Santpedor, anomenat Cerdans, va iniciar la fabricació dels telers de la marca Cerdans, que van tenir forta repercussió en el mercat tèxtil.
Després de la mort de Isidre Carné en un accident d'avió el 1949, l'empresa va anar decaient fins que va ser clausurada, i va ser una de les primeres indústries tèxtils en tancar a la comarca. No obstant això, l'activitat industrial de la fàbrica de Can Carné havia permès, des dels inicis del segle xx, el creixement del nucli antic de Castellgalí fins a 1.500 habitants, ja que la seva proximitat permetia que hi residissin molts dels treballadors.